# 트루이스트 파크
트루이스트 파크(영어: Truist Park)는 미국 조지아주 컴벌랜드에 위치한 야구장으로 2017년 개장하였다. 메이저 리그 애틀랜타 브레이브스의 홈구장으로 사용되고 있다.